# Serenità

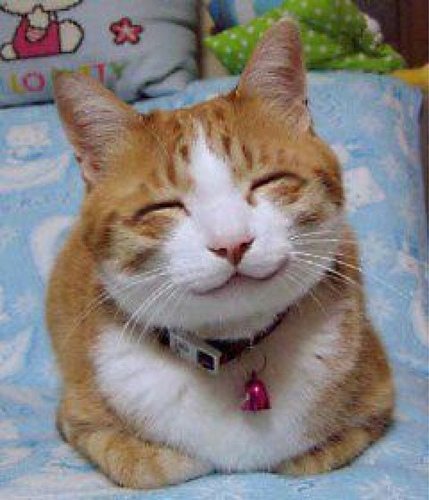
Espressione di serenità in un animale

Serenità (detta anche calma, tranquillità, pacatezza o placatezza) è il termine con cui si descrive la condizione emotiva individuale caratterizzata, a livello interiore ed esteriore, in assenza di preoccupazioni, timori, rabbia, tristezza e simili, talmente profonda da non essere soggetta, nell'immediato, a trasformazioni di umore, ad eccitazioni o perturbazioni tali da modificare significativamente questo stato di pace. La serenità è una componente rilevante nel costituire il benessere emotivo dell'uomo; secondo alcune teorie essa è talmente rilevante da costituire una condizione necessaria e sufficiente per la felicità dell'essere umano.

## La serenità sotto il profilo storico, filosofico e letterario

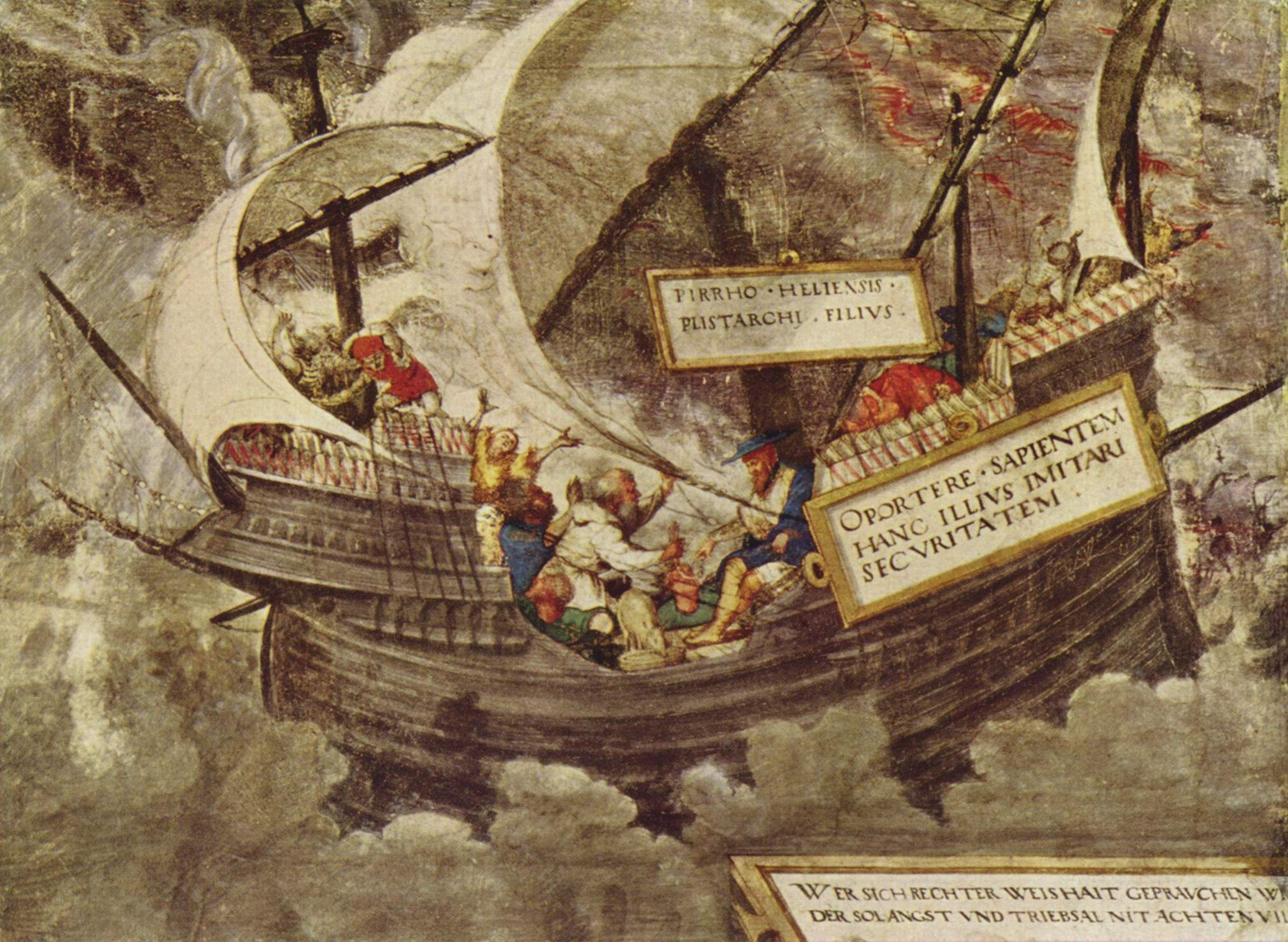
Il filosofo Pirrone sul mare in tempesta, del Petrarcameister.

Già Epicuro, occupandosi dell'esistenza degli dei, formulava una teoria secondo la quale si poteva raggiungere la serenità eliminando negli uomini il timore verso gli dei, poiché essi non si interessano delle vicende umane. Epicuro prosegue, andando oltre ed occupandosi del piacere inteso sotto due forme:
- Come assenza totale di turbamento e di dolore (molto vicino al concetto odierno di serenità)
- Come soddisfazione di un desiderio

Fedone racconta di come Socrate abbia affrontato una morte serena grazie ai suoi pensieri di un saggio che vive per la propria cultura. Socrate con animo quieto nell'abbandono del suo spirito indagatore completamente libero da ogni dogma, accetta con serenità la sorte che il destino gli segna e, muore bevendo una coppa di veleno.
Per Aristotele la serenità è un modo di affrontare le cose della vita e non uno stato dell'anima. Infatti, parlando della felicità, sostiene che la raggiunge chi ha più virtù e per l'epoca la più alta virtù era la sapienza. Di conseguenza, l'uomo più felice sarà il sapiente e cioè il filosofo. Il filosofo è colui la cui vita è fatta di serenità e di pace quindi sarà dedito alla contemplazione.
Plutarco nel il suo trattato De tranquillitate animi (Sulla serenità dell'anima) parla della serenità e di come raggiungerla, rispondendo alle richieste di un amico senatore romano (Paccio). Plutarco, un po' come Aristotele, sostiene che la serenità si raggiunga solo con la saggezza e che la saggezza si ottenga tramite la riflessione, la meditazione, l'osservazione dei precetti morali.
Orazio nelle sue odi e lettere parla spesso di serenità e precisamente si preoccupa della serenità dell'animo:
(Quinto Orazio Flacco, Epistola a Massimo Lollio)
Seneca in De vita beata e in De tranquillitate animi (nono libro dei Dialoghi, da non confondere con l'omonimo trattato di Plutarco precedentemente citato) parla della serenità come di uno stato da raggiungere tramite il distacco dalle preoccupazioni terrene. In un passo dice: 
Schopenhauer parlando dell'esperienza estetica, parla di una consapevolezza di essa dove noi non siamo più del nostro essere o della realtà intuita intorno a noi.
L'esperienza estetica è l'eliminazione momentanea della volontà e quindi del dolore. 
Parlando della tragedia musicale sostiene che è l'arte più ricca e spirituale, con il linguaggio più universale che esista. Schopenhauer afferma: essa “non esprime questa o quella determinata gioia, questo o quel turbamento, bensì la gioia, il turbamento, il dolore, il terrore, il giubilo, la serenità in sé stessi”.

## La serenità come comportamento
La serenità non può essere ottenuta percorrendo un modello scientifico a causa di variabili quali: il carattere, lo spirito, il temperamento e la psiche, che cambiano da persona a persona.
La serenità non si acquisisce da un momento all'altro o facendo un esame, ma è una realtà interiore in divenire che cresce, ogni giorno che si conquista, con le scelte che si operano nella vita quotidiana.
La serenità è una migliore coscienza e conoscenza di sé stessi e del mondo che ci circonda.
La coscienza di vivere in pace ci fa trovare la giusta chiave di lettura di ciò che ci succede intorno.
L'interpretazione degli eventi e la giusta predisposizione ad affrontarli, nella maniera più tranquilla e ottimistica, permettono di ottenere la serenità della vita anche di fronte a qualsiasi ingiustizia o ostacolo.
La coscienza dell'anima pulita per chi ha una coscienza morale o un codice etico e l'onestà intellettuale procurano una serenità totale.
La convivenza con la realtà e la giusta visione di essa porta alla serenità.
Vivere bene con sé stessi, con gli altri e con la natura porta al Karma, porta alla verità dell'essere, che è appunto vivere in serenità.

## La serenità sotto il profilo spirituale e religioso
In alcune religioni la serenità è un obiettivo da raggiungere come Karma, come obiettivo finale della vita, come raggiungimento della felicità totale. 
Altre religioni sostengono la cultura della sofferenza come processo per il raggiungimento della felicità e la serenità. 
Su questa terra non si potrà mai assistere ad una serenità piena, poiché il divenire ed il tempo possono mutare le condizioni dell'essere. 
Secondo il Cristianesimo, la vera serenità si acquista solo vedendo Dio e cioè passando attraverso la morte del corpo; la serenità dell'anima prende pienezza e coscienza del se solo abbandonando il vincolo della materia. Solo nell'infinito trascendente si
arriva alla completezza della serenità.
Per il buddhismo Il saggio è Colui che ha realizzato la serenità interiore e la mantiene in qualunque circostanza. Con lo Zen come modo di vita: 
- Calma: lo zen è prima di ogni cosa calma. Cioè fermarsi, rilassarsi, lasciare andare tensioni, affanni e stress, ritrovare il proprio respiro, il proprio ritmo interno.
- Silenzio: l'ingresso nel tempo del silenzioso dove dobbiamo interrompere il caos, fare una pausa dall'inquinamento del rumore, dal traffico, dei cellulari, della tv dai fiumi inutili di parole, aprirsi all'ascolto di noi stessi nel profondo e degli altri intorno a noi e della natura.
- Concentrazione: in questo istante ed in questo luogo eliminare tutti i disturbi e distrazioni e a sviluppare il pensiero e la concentrazione, riporta l'attenzione presente, alla qualità di ogni singolo momento e di ogni azione come sia la più importante.
- Chiarezza: la semplicità delle cose ci fa vedere chiaro, l'attenzione alla singola azione senza distrarci dal caos, il pensiero singolo e limpido perché anche i pensieri a volte fanno rumore e disordine nella nostra mente.
- Serenità: i buddha e i maestri zen sorridono sempre! Lo zen non è una cosa seria.. invita alla gioia e alla serenità. La pace e il silenzio sono come una carezza dell'anima che si acquieta e si rasserena. L'aggressività e le emozioni negative si trasformano e possiamo lavorare insieme con maggiore armonia: in altre parole ci occorre molta più energia per arrabbiarci!
- Spiritualità: è lo spirito che ci ridona fiducia ma va nutrito con la riflessione, in ogni uomo si nascondono enormi ricchezze, lo zen ce le fa ritrovare in modo naturale e spontaneo.